# Duchess M
Die Duchess M war eine Fähre der zypriotischen Reederei Marlines, die 1970 als RoRo-Frachter unter dem Namen Wanaka in Dienst gestellt wurde. Das Schiff blieb bis 2011 in Fahrt und wurde 2014 in der Türkei abgewrackt.

## Geschichte
Die Wanaka entstand unter der Baunummer 598 bei der Taikoo Dockyard & Engineering Company in Hongkong und wurde am 19. Dezember 1969 vom Stapel gelassen. Nach der Übernahme durch die neuseeländische Union Steam Ship Company im April 1970 nahm das Schiff den Dienst auf der Strecke von Christchurch nach Wellington auf.
1976 wurde die Wanaka an die griechische Sealanes Transport Company verkauft und in Rata Hills umbenannt. Nach zwei Jahren ging sie 1978 unter dem Namen Iniochos Express an die ebenfalls griechische Reederei Iniochos Shipping. 1980 kaufte die französische Fährgesellschaft Brittany Ferries das Schiff und gab ihm den Namen Breizh Izel. Es war fortan zwischen Plymouth, Roscoff und Santander in Fahrt.
In den folgenden Jahren wurde die Breizh Izel an verschiedenen Reedereien verchartert: 1981 an Irish Ferries, 1982 an Sealink, 1983 an Overseas Container Services und 1987 an British Channel Island Ferries. Im Februar 1989 beendete das Schiff seine letzte Fahrt für Brittany Ferries und wurde anschließend aufgelegt.
Noch im selben Jahr ging die Breizh Izel als Duchess M an die Marelite Marine Company, die sie in Griechenland zu einer Passagierfähre umbauen ließ. 1990 nahm das Schiff den Fährdienst von Patras nach Ancona auf, wechselte im Verlauf seiner Dienstzeit jedoch öfters das Einsatzgebiet. 1999 ging es an die Shinedeck Shipping Ltd. und wurde unter dem Namen Balbek in Eleusis aufgelegt.
Nach einer kurzen Dienstzeit zwischen Igoumenitsa und Bari von Juni bis September 2000 und einer erneuten Aufliegezeit wurde die Balbek wieder in Duchess M umbenannt und als Hotelschiff beim G8-Gipfel in Genua 2001 genutzt. Anschließend kehrte sie wieder in den Fährdienst zurück. Zwischen September 2007 und Juni 2008 war die Fähre kurzzeitig aufgelegt.
Nachdem das Schiff in den vorherigen Jahren überwiegend auf der Strecke von Bari nach Durrës im Einsatz war, wurde es im November 2011 endgültig ausgemustert und wieder in Eleusis aufgelegt. Nach drei Jahren Liegezeit wurde die Duchess M im November 2014 in Chess umbenannt und ins türkische Aliağa geschleppt, wo sie am 1. Dezember zum Abbruch eintraf.